# Aktivni bankarski poslovi
Aktivnim poslovima banke plasiraju prethodno mobilisane finansijske viškove u vidu:
- Kratkoročnih kredita, u koje spadaju:

1. Eskontni kredit
2. Lombardni kredit
3. Akceptni kredit
4. Kontokorentni kredit
5. Avalni kredit
6. Faktoring
7. Rambusni kredit

- Dugoročnih kredita u koje spadaju:

1. Hipotekarni kredit
2. Građevinski kredit
3. Stambeni kredit
4. Investicioni kredit
5. Konzorcijalni kredit
6. Forfeting poslovi
7. Portfolio investicije